# Limnephilus eocenicus
Limnephilus eocenicus là một loài Trichoptera hóa thạch trong họ Limnephilidae.